# هماهنگ‌کننده فعالیت‌های دولت در منطقه (اسرائیل)

آرم سازمان

هماهنگ‌کننده فعالیت‌های دولتی در سرزمین‌ها (اسرائیل) (COGAT ; عبری: מתאם פעולות הממשלה בשטחים‎ </link>) واحدی نظامی در وزارت دفاع اسرائیل است که وظیفه نظارت بر سیاست‌های غیرنظامی در کرانه باختری / یهودیه و سامره و همچنین تسهیل هماهنگی لجستیکی بین اسرائیل و نوار غزه را بر عهده دارد. این سازمان با همکاری مقامات دولتی و دفاعی اسرائیل فعالیت می‌کند. COGAT تحت فرماندهی وزیر دفاع اسرائیل عمل می‌کند و توسط یک واحدی که بخشی از ستاد کل ارتش اسرائیل است رهبری می‌شود. در حال حاضر غسان علیان سمت فرماندهی این واحد را بر عهده دارد.
هدف COGAT پیشبرد و اجرای سیاست‌های دولت اسرائیل در مورد امور غیرنظامی، از جمله تسهیل مسائل بشردوستانه، ارتقای پروژه‌های بشردوستانه، و تسهیل زیرساخت‌ها و ابتکارات مالی است. این سازمان با جامعه بین‌المللی، شامل سازمان‌های دولتی و غیردولتی، برای کمک به توسعه و ارتقای استانداردهای زندگی فلسطینی‌های ساکن در مناطقی که اولویت دارد، همکاری می‌کند.

## آموزش
هماهنگی فعالیت‌های دولتی در مدرسه هماهنگی و ارتباط در مناطق، برنامه‌های آموزشی را به سربازان و فرماندهان داخل واحد ارائه می‌کند. این برنامه‌ها طیفی از موضوعات از جمله اسلام، دولت، زبان‌های انگلیسی و عربی، فرهنگ و تاریخ و همچنین سایر زمینه‌های مرتبط مانند اقتصاد، شهروندی و مسائل بشردوستانه جاری را پوشش می‌دهند. هدف از این دوره‌ها، تجهیز سربازان و فرماندهان به دانش و مهارت‌های لازم برای انجام مؤثر وظایف پس از اتمام است.